# Allgemeine Deutsche Biographie
La Allgemeine Deutsche Biographie (ADB) és una de les obres més importants i extenses de referència biogràfica en llengua alemanya.

## Història
Va ser publicada per la comissió històrica de l'Acadèmia de Ciències de Baviera entre 1875 i 1912 amb 56 volums impresos a Leipzig per la Duncker & Humblot. La ADB conté biografies d'aproximadament 26.500 persones que van morir abans de 1900 i van viure en països de llengua alemanya, incloent persones dels Països Baixos fins al 1648.
La seva successora, la Neue Deutsche Biographie, es va començar el 1953 i es preveu estarà completa el 2020 amb 28 volums.